# Anauxesis nigroantennalis
Anauxesis nigroantennalis är en skalbaggsart som beskrevs av Stefan von Breuning 1955. Anauxesis nigroantennalis ingår i släktet Anauxesis och familjen långhorningar.
Artens utbredningsområde är Angola. Inga underarter finns listade i Catalogue of Life.